# Talihina
Talihina – miasto w Stanach Zjednoczonych, w stanie Oklahoma, w hrabstwie Le Flore.